# دهه ۷۱۰ (پیش از میلاد)
دهه ۷۱۰ (پیش از میلاد) ۷۱مین دهه قبل از مبدا شروع تقویم میلادی است.